# Eccymatoge
Eccymatoge es un género de polilla de la familia Geometridae. El género fue descrito por primera vez por Louis Beethoven Prout en 1913 con distribución endémica en Australia.

## Especies
El género Eccymatoge cuenta con cinco especies reconocidas:
- Eccymatoge aorista (Turner, 1907)
- Eccymatoge callizona (Lower, 1894)
- Eccymatoge fulvida (Turner, 1907)
- Eccymatoge melanoterma Prout, 1913
- Eccymatoge morphna Turner, 1922

Cuatro de las especies se encuentran en Australia y el restante, Eccymatoge melanoterma, de Sudáfrica.